# Casa dels Giné i Martorell
La casa dels Giné i Martorell és un edifici d'Ulldecona (Montsià) protegit com a bé cultural d'interès local.

## Descripció
Habitatge entre mitgeres de planta baixa, un pis i golfes. A la planta hi ha un portal adovellat de mig punt amb brancals de pedra i a banda i banda dues petites finestres, a l'extrem superior, amb reixa exterior. En el primer pis es disposen tres balcons amb finestres de brancals i llinda de pedra; en el central hi ha una petita creu gravada i el de l'extrem est un escut amb un crismó. El pis superior, corresponent a les golfes, s'obre al carrer mitjançant senzilles finestres ovalades. La barbacana superior té una volada aproximadament d'un metro i està sostinguda per bigues sortides a plom de la façana i sobre les quals se situen l'empostissat que reben les teules.
El mur de façana està arrebossat excepte en els emmarcaments de pedra i pintat, amb calç a la planta i un color ocre i ratlles vermelles (força esborrades) en els nivells superiors. Malgrat no trobar-se en perfecte estat de conservació, l'estructura ni els forjats es troben amenaçats.